# Mary Hartman, Mary Hartman
Mary Hartman, Mary Hartman (Mary Hartman, Mary Hartman; in seguito Forever Fernwood) è una serie televisiva statunitense in 455 episodi trasmessi per la prima volta nel corso di 2 stagioni dal 1976 al 1977 e di una terza stagione con un nuovo titolo nel 1978. Il format è quello della soap opera, ma trattasi in realtà di una satira anche feroce del genere; il produttore Norman Lear era infatti già noto per aver creato e prodotto sitcom dal carattere alquanto controverso come Arcibaldo, Maude, Sanford and Son e I Jefferson. Qui è possibile assistere a situazioni solo in apparenza drammatiche ma altamente paradossali come quando uno dei personaggi, Leroy Fedders, affoga nel brodo di pollo preparatogli da Mary Hartman stessa. In patria fu trasmessa in syndication quotidianamente. La serie vinse due Emmy Award (di cui uno assegnato all'attrice Mary Kay Place per il suo ruolo).

## Personaggi
- Mary Hartman (31 episodi, 1976-1977), interpretata da Louise Lasser.
- Loretta Haggers (29 episodi, 1976), interpretata da Mary Kay Place, amica di Mary e aspirante cantante country.
- Tom Hartman (27 episodi, 1976-1978), interpretato da Greg Mullavey, marito di Mary, è un operaio con lo stato mentale di un bambino.
- Charlie Haggers (25 episodi, 1976), interpretato da Graham Jarvis, marito di Loretta e collega di Tom.
- Martha Shumway (21 episodi, 1976), interpretata da Dody Goodman, madre di Mary.
- George Shumway (20 episodi, 1976-1977), interpretato da Philip Bruns, padre di Mary.
- Cathy Shumway (19 episodi, 1976-1977), interpretata da Debralee Scott, sorella minore di Mary.
- Heather Hartman (19 episodi, 1976), interpretata da Claudia Lamb, figlia ribelle di Mary.
- sergente Dennis Foley (18 episodi, 1976-1977), interpretato da Bruce Solomon, ha una relazione con Mary.
- Raymond Larkin (18 episodi, 1976-1977), interpretato da Victor Kilian, il nonno.
- Mae Olinski (11 episodi, 1976-1977), interpretata da Salome Jens.
- detective Johnson (9 episodi, 1976), interpretato da Ron Feinberg.
- tenente Trask (8 episodi, 1976), interpretato da Billy Beck.
- Coach Leroy Fedders (7 episodi, 1976-1977), interpretato da Norman Alden.
- Blanche Fedder (6 episodi, 1976-1977), interpretata da Reva Rose.
- Davey (6 episodi, 1976), interpretato da Will Seltzer.
- Clete Mizenheimer (6 episodi, 1976), interpretato da Michael Lembeck.
- Harold Clemens (5 episodi, 1976), interpretato da Archie Hahn.
- Roberta Wolashek (5 episodi, 1976-1977), interpretata da Samantha Harper.
- Steve (5 episodi, 1976), interpretato da Ed Begley Jr..

## Produzione
La serie fu prodotta da Filmways Television e TAT Communications Company Dopo l'abbandono della serie da parte dell'attrice Louise Lasser (che interpreta la protagonista) la serie continuò con il nuovo titolo Forever Fernwood.

## Distribuzione
La serie fu trasmessa negli Stati Uniti dal 1976 al 1978 in syndication.
In Italia è stata trasmessa con il titolo Mary Hartman, Mary Hartman.
Alcune delle uscite internazionali sono state:
- negli Stati Uniti il 5 gennaio 1976 (Mary Hartman, Mary Hartman e Forever Fernwood)
- nei Paesi Bassi il 16 settembre 1976
- in Italia (Mary Hartman, Mary Hartman)

## Episodi
| Stagione                          | Episodi | Prima TV USA |
| --------------------------------- | ------- | ------------ |
| Prima stagione                    | 130     | 1976         |
| Seconda stagione                  | 195     | 1976-1977    |
| Terza stagione (Forever Fernwood) | 130     | 1977-1978    |